# Монопольна ціна
Монопо́льна ціна́ — ціна, що встановлюється суб'єктом господарювання, що займає монопольне становище на ринку, і призводить до обмеження конкуренції або порушення прав споживача.